# Макджоб

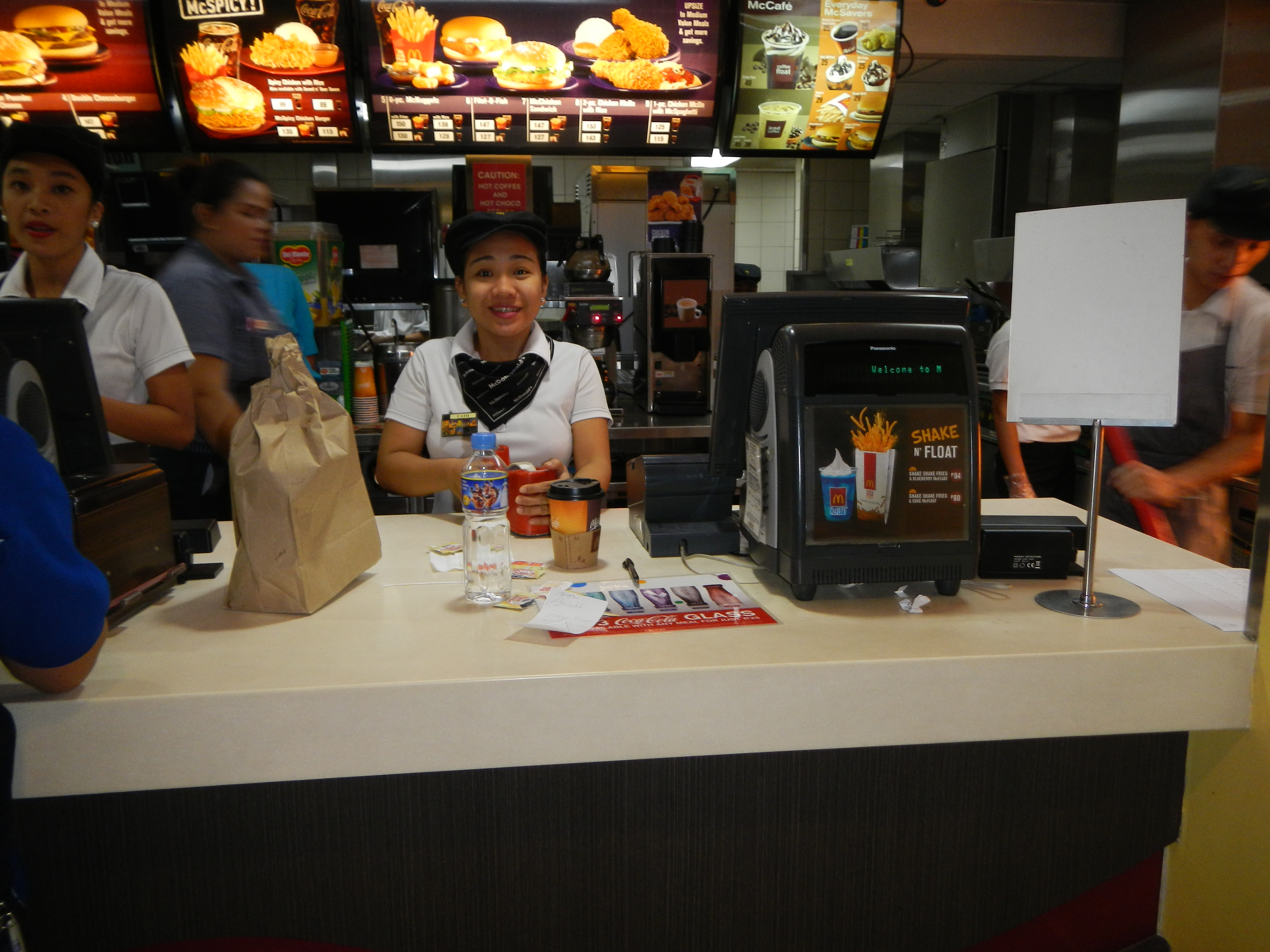
Работники МакДональдса, Филиппины

Макджо́б (англ. McJob), или макра́бство, — низкооплачиваемая работа, которая не требует особых навыков и даёт мало возможности для развития. В русском языке это слово используется в речи работников «Макдоналдса», иногда его употребляют СМИ.

## Термин
Автор этого неологизма — Амитай Этциони. Однако термин был популяризован американским писателем Дугласом Коуплендом, автором романа «Поколение X». В одном из интервью на CNN Коупленд так определил это понятие:

Макджоб — это как тупик: никуда не ведёт, без оплаты, без преимуществ; вам знакомы эти фигурки, которые делает Playskool, где можно одну из них вынуть и вставить другого человечка вместо неё? Это похоже на такую работу. Я имею в виду, когда люди говорят — правительство говорит: «О, люди трудоустроены», — знаете, я не знаю. Можно ли считать работу в одном из этих мест трудоустройством? Да, конечно. Но это не то, что позволит вам взять ипотеку на дом или накопить приданое для свадьбы.
Оригинальный текст (англ.)A McJob is just sort of a dead end, going nowhere, like zero paying, zero benefits, do you know those little Playskool figurines where, you know, you can take one out and put another person in? It’s kind of like one of those jobs there. I mean, when people say, the government says, oh people are employed, you know, I don’t know. Does working at one of these places count as employment? Sure. But it’s not something you’d, you know, get a mortgage on a house over or get a get married about.

Слово появилось в употреблении жителей США в 1986 году, в 2003 году слово вошло в словарь Мерриам-Уэбстера, который постоянно отслеживает все новые слова современного английского языка.

## Критика
Руководство сети ресторанов McDonald’s было возмущено и пригрозило судом, мотивируя тем, что эта статья оскорбляет 12 миллионов работников индустрии быстрого питания. В результате этого давления слово McJob было удалено с веб-сайта Merriam-Webster. Возмущённым подписчикам редакция словаря объяснила, что это «удаление связано с необходимостью переписать статью, которая не совсем точно определяет слово». Немногим позже слово было восстановлено.